# Lesnoi
Lesnoi (russisch Лесной) ist eine Stadt mit 50.363 Einwohnern (Stand 14. Oktober 2010) in der Oblast Swerdlowsk (Russland). Sie hat seit ihren Anfängen den Status einer sogenannten geschlossenen Stadt (SATO).

## Geographie
Lesnoi liegt am Fluss Tura im Westen der Oblast Swerdlowsk, nahe am östlichen Hang des Ural und  ca. 200 km nördlich der Gebietshauptstadt Jekaterinburg. In unmittelbarer Nachbarschaft von Lesnoi befindet sich die Stadt Nischnjaja Tura; weitere nahe gelegene Städte sind Katschkanar (18 km nordwestlich) und Werchnjaja Tura (29 km südlich).
Lesnoi ist Zentrum eines Stadtkreises innerhalb des Oblast Swerdlowsk, zu dem auch die Siedlungen Jolkino, Buschujewka und Tajoschny gehören.

## Geschichte

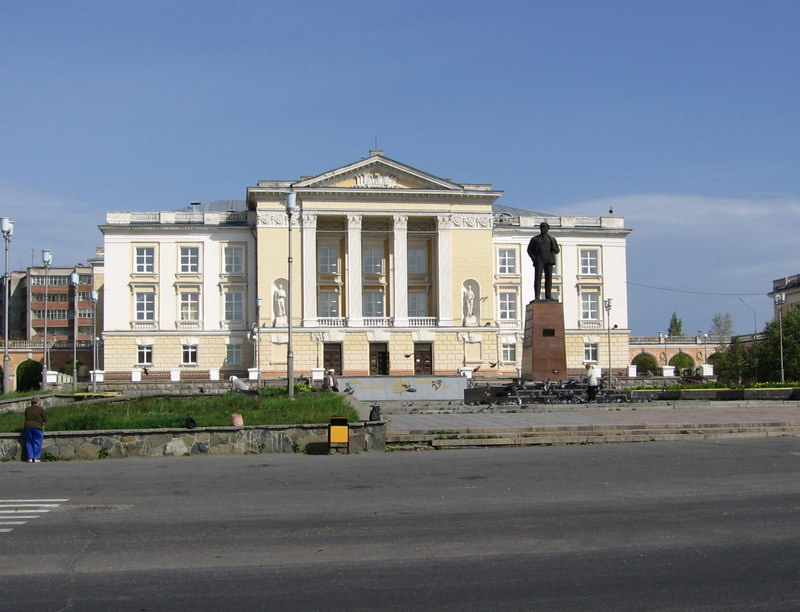
Das Kulturhaus von Lesnoi

Lesnoi (wörtlich „Waldstadt“) wurde 1947 anlässlich der Errichtung eines Kombinats zur Herstellung von Kernwaffentechnik gegründet. Da diese Art der Produktion sowohl in der früheren Sowjetunion als auch im heutigen Russland strenger Geheimhaltung unterliegt, war Lesnoi von Anfang an eine geschlossene Stadt und bis 1994 nur unter dem Decknamen Swerdlowsk-45 bekannt. Bis heute ist der Zutritt in die Stadt, wie es bei allen geschlossenen Städten Russlands üblich ist, grundsätzlich nur den Einwohnern und Bediensteten vorbehalten.
Den Stadtstatus erhielt Lesnoi im Jahre 1954.
Einwohnerentwicklung
- 1996: 54.500
- 2000: 54.400
- 2005: 53.300

## Wirtschaft und Verkehr
Hauptwirtschaftszweig ist auch heute noch die Rüstungsindustrie, wobei der wichtigste Betrieb das gleichzeitig mit der Stadt gegründete Kombinat Elektrochimpribor ist. Dieses stellt heute aber nicht nur Kernwaffentechnik oder Rüstungstechnik die auf radioaktiven Materialien beruht (wie beispielsweise Uranmunition) her, sondern auch zivile Erzeugnisse wie etwa Fernseher oder Waschmaschinen. Daneben gibt es in Lesnoi Fabriken zur Asphalt-, Beton- und Lebensmittelproduktion. Insgesamt zählt die Stadt rund 500 verschiedene Wirtschaftsbetriebe.
Verkehrsverbindungen von Lesnoi mit der Außenwelt bestehen im Wesentlichen über das benachbarte Nischnjaja Tura, von wo aus eine regionale Straße (R352) unter anderem nach Serow im Norden bzw. Nischni Tagil und Jekaterinburg im Süden führt. Auch ein Eisenbahnanschluss ist dort vorhanden.

## Bildung und Kultur
Die Stadt ist Sitz einer Zweigstelle der Staatlichen Physikingenieurhochschule Moskau. Die Stadt besitzt ein Theater und ein Heimatmuseum.

## Söhne und Töchter der Stadt
- Waleri Bragin (* 1956), Eishockeyspieler und heutiger -trainer
- Dmitri Ogloblin (* 1956), Eisschnellläufer
- Natalja Strunnikowa (* 1964), Schwimmerin[2]
- Igor Badamschin (1966–2014), Skilangläufer
- Jelena Stichina (* 1986), Opernsängerin
- Olga Glazkich (* 1989), Turnerin und Olympiasiegerin
- Xenija Perowa (* 1989), Bogenschützin
- Wladimir Maslennikow (* 1994), Sportschütze